# Kanton Brest-Bellevue
Kanton Brest-Bellevue (fr. Canton de Brest-Bellevue) je francouzský kanton v departementu Finistère v regionu Bretaň. Skládá se z části města Brest.